# Llista de seleccions del Campionat d'Europa de Futbol sub-21 de la UEFA 2006
Seleccions del Campionat d'Europa de Futbol sub-21 de la UEFA 2006.

## Dinamarca
Seleccionador: Flemming Serritslev
| Dorsal | Posició     | Jugador               | Data de naixement/edat | Partits | Gols | Club              |
| ------ | ----------- | --------------------- | ---------------------- | ------- | ---- | ----------------- |
| 1      | Porter      | Kevin Stuhr Ellegaard | 1983-05-23             | 17      | 0    | Hertha BSC Berlin |
| 2      | Defensa     | Michael Jakobsen      | 1986-01-02             | 10      | 0    | AaB               |
| 3      | Defensa     | Leon Andreasen        | 1983-04-23             | 20      | 5    | Werder Bremen     |
| 4      | Defensa     | Daniel Agger          | 1984-12-12             | 7       | 3    | Liverpool         |
| 5      | Defensa     | Martin Pedersen       | 1983-10-09             | 27      | 0    | AaB               |
| 6      | Migcampista | Rasmus Würtz (c)      | 1983-09-18             | 26      | 0    | AaB               |
| 7      | Migcampista | Martin Bergvold       | 1984-02-20             | 11      | 2    | FC København      |
| 8      | Migcampista | Jacob Sørensen        | 1983-02-12             | 16      | 2    | AaB               |
| 9      | Davanter    | Jonas Kamper          | 1983-05-03             | 36      | 3    | Brøndby IF        |
| 10     | Migcampista | Thomas Kahlenberg     | 1983-03-20             | 23      | 7    | AJ Auxerre        |
| 11     | Davanter    | Morten Rasmussen      | 1985-01-31             | 17      | 8    | Brøndby IF        |
| 12     | Defensa     | Jakob Poulsen         | 1983-07-07             | 16      | 1    | SC Heerenveen     |
| 13     | Migcampista | Niki Zimling          | 1985-04-19             | 1       | 0    | Esbjerg fB        |
| 14     | Defensa     | Henrik Kildentoft     | 1985-03-18             | 7       | 0    | Brøndby IF        |
| 15     | Defensa     | Frank Hansen          | 1983-02-23             | 9       | 0    | Esbjerg fB        |
| 16     | Porter      | Theis F. Rasmussen    | 1984-07-12             | 3       | 0    | Vejle BK          |
| 17     | Defensa     | Jonas Troest          | 1985-03-04             | 19      | 0    | Hannover 96       |
| 18     | Migcampista | Mikkel Thygesen       | 1984-10-22             | 8       | 1    | FC Midtjylland    |
| 19     | Davanter    | Johan Absalonsen      | 1985-09-16             | 7       | 1    | Brøndby IF        |
| 20     | Davanter    | Simon Busk Poulsen    | 1984-10-07             | 7       | 0    | FC Midtjylland    |
| 21     | Davanter    | Nicklas Bendtner      | 1988-01-16             | 1       | 2    | Arsenal           |
| 22     | Porter      | Jesper Hansen         | 1985-03-31             | 0       | 0    | FC Nordsjælland   |

## França
Seleccionador: René Girard
| Dorsal | Posició     | Jugador                 | Data de naixement/edat | Partits | Gols        | Club                |
| ------ | ----------- | ----------------------- | ---------------------- | ------- | ----------- | ------------------- |
| 1      | Porter      | Jérémy Gavanon          | 20 de setembre 1983    |         | {{{goals}}} | Marseille           |
| 2      | Defensa     | Lucien Aubey            | 24 de maig 1984        |         | {{{goals}}} | Toulouse            |
| 3      | Defensa     | Jean-Michel Badiane     | 9 de maig 1983         |         | {{{goals}}} | Paris Saint-Germain |
| 4      | Defensa     | Jérémy Berthod          | 24 d'abril 1984        |         | {{{goals}}} | Lyon                |
| 5      | Defensa     | Grégory Bourillon       | 1 de juliol 1984       |         | {{{goals}}} | Rennes              |
| 6      | Defensa     | François Clerc          | 18 d'abril 1983        |         | {{{goals}}} | Lyon                |
| 7      | Defensa     | Olivier Veigneau        | 16 de juliol 1985      |         | {{{goals}}} | AS Monaco           |
| 8      | Defensa     | Jacques Faty            | 25 de febrer 1984      |         | {{{goals}}} | Rennes              |
| 9      | Defensa     | Bakari Sagna            | 14 de febrer 1983      |         | {{{goals}}} | AJ Auxerre          |
| 10     | Migcampista | Lassana Diarra          | 10 de març 1985        |         | {{{goals}}} | Chelsea             |
| 11     | Migcampista | Julien Faubert          | 1 d'agost 1983         |         | {{{goals}}} | Bordeaux            |
| 12     | Migcampista | Mathieu Flamini         | 7 de març 1984         |         | {{{goals}}} | Arsenal             |
| 13     | Migcampista | Yoann Gourcuff          | 11 de juliol 1986      |         | {{{goals}}} | Rennes              |
| 14     | Migcampista | Rio Antonio Mavuba      | 8 de març 1984         |         | {{{goals}}} | Bordeaux            |
| 15     | Migcampista | Jérémy Toulalan         | 10 de setembre 1983    |         | {{{goals}}} | Nantes              |
| 16     | Porter      | Steve Mandanda          | 28 de març 1985        |         | {{{goals}}} | Le Havre            |
| 17     | Davanter    | Bryan Bergougnoux       | 12 de gener 1983       |         | {{{goals}}} | Toulouse            |
| 18     | Davanter    | Jimmy Briand            | 2 d'agost 1985         |         | {{{goals}}} | Rennes              |
| 19     | Davanter    | Yohan Gouffran          | 25 de maig 1986        |         | {{{goals}}} | SM Caen             |
| 20     | Davanter    | Anthony Le Tallec       | 3 d'octubre 1984       |         | {{{goals}}} | Liverpool           |
| 21     | Davanter    | Florent Sinama-Pongolle | 20 d'octubre 1984      |         | {{{goals}}} | Liverpool           |
| 22     | Porter      | Simon Pouplin           | 28 de maig 1985        |         | {{{goals}}} | Rennes              |

## Alemanya
Seleccionador: Dieter Eilts
| Dorsal | Posició     | Jugador            | Data de naixement/edat | Partits | Gols        | Club                     |
| ------ | ----------- | ------------------ | ---------------------- | ------- | ----------- | ------------------------ |
| 1      | Porter      | Michael Rensing    | 14 de maig 1984        |         | {{{goals}}} | Bayern de Múnic          |
| 2      | Defensa     | Moritz Volz        | 21 de gener 1983       |         | {{{goals}}} | Fulham F.C.              |
| 3      | Defensa     | Malik Fathi        | 29 d'octubre 1983      |         | {{{goals}}} | Hertha BSC Berlin        |
| 4      | Defensa     | Marvin Matip       | 25 de setembre 1985    |         | {{{goals}}} | 1. FC Köln               |
| 5      | Defensa     | Markus Brzenska    | 25 de maig 1984        |         | {{{goals}}} | Borussia Dortmund        |
| 6      | Defensa     | Christian Schulz   | 1 d'abril 1983         |         | {{{goals}}} | Werder Bremen            |
| 7      | Davanter    | Ioannis Masmanidis | 9 de març 1983         |         | {{{goals}}} | Arminia Bielefeld        |
| 8      | Migcampista | Matthias Lehmann   | 28 de maig 1983        |         | {{{goals}}} | TSV 1860 München         |
| 9      | Davanter    | Stefan Kießling    | 25 de gener 1984       |         | {{{goals}}} | 1. FC Nürnberg           |
| 10     | Davanter    | Christian Eigler   | 1 de gener 1984        |         | {{{goals}}} | SpVgg Greuther Fürth     |
| 11     | Davanter    | Nando Rafael       | 10 de gener 1984       |         | {{{goals}}} | Borussia Mönchengladbach |
| 12     | Porter      | Patrick Platins    | 19 d'abril 1983        |         | {{{goals}}} | VfL Wolfsburg            |
| 13     | Davanter    | Patrick Helmes     | 1 de març 1984         |         | {{{goals}}} | 1. FC Köln               |
| 14     | Migcampista | Gonzalo Castro     | 1 de juny 1987         |         | {{{goals}}} | Bayer Leverkusen         |
| 15     | Migcampista | Alexander Meier    | 17 de gener 1983       |         | {{{goals}}} | Eintracht Frankfurt      |
| 16     | Migcampista | Roberto Hilbert    | 16 d'octubre 1984      |         | {{{goals}}} | SpVgg Greuther Fürth     |
| 17     | Defensa     | Patrick Ochs       | 14 de maig 1984        |         | {{{goals}}} | Eintracht Frankfurt      |
| 18     | Migcampista | Peter Niemeyer     | 22 de novembre 1983    |         | {{{goals}}} | F.C. Twente              |
| 19     | Migcampista | Eugen Polanski     | 17 de març 1986        |         | {{{goals}}} | Borussia Mönchengladbach |
| 20     | Defensa     | Lukas Sinkiewicz   | 9 d'octubre 1985       |         | {{{goals}}} | 1. FC Köln               |
| 21     | Porter      | Florian Fromlowitz | 2 de juliol 1986       |         | {{{goals}}} | 1. FC Kaiserslautern     |
| 22     | Migcampista | Sascha Riether     | 23 de març 1983        |         | {{{goals}}} | SC Freiburg              |

## Itàlia
Seleccionador: Claudio Gentile
| Dorsal | Posició     | Jugador            | Data de naixement/edat | Partits | Gols        | Club                  |
| ------ | ----------- | ------------------ | ---------------------- | ------- | ----------- | --------------------- |
| 1      | Porter      | Federico Agliardi  | 11 de febrer 1983      |         | {{{goals}}} | U.S. Città di Palermo |
| 2      | Defensa     | Alessandro Potenza | 8 de març 1984         |         | {{{goals}}} | Internazionale        |
| 3      | Defensa     | Cesare Bovo        | 14 de gener 1983       |         | {{{goals}}} | A.S. Roma             |
| 4      | Migcampista | Marco Donadel      | 21 d'abril 1983        |         | {{{goals}}} | ACF Fiorentina        |
| 5      | Defensa     | Andrea Mantovani   | 22 de juny 1984        |         | {{{goals}}} | AC ChievoVerona       |
| 6      | Defensa     | Giorgio Chiellini  | 14 d'agost 1984        |         | {{{goals}}} | Juventus F.C.         |
| 7      | Davanter    | Simone Pepe        | 30 d'agost 1983        |         | {{{goals}}} | Udinese Calcio        |
| 8      | Defensa     | Michele Canini     | 5 de juny 1985         |         | {{{goals}}} | Cagliari Calcio       |
| 9      | Davanter    | Rolando Bianchi    | 15 de febrer 1983      |         | {{{goals}}} | Reggina Calcio        |
| 10     | Migcampista | Davide Biondini    | 24 de gener 1983       |         | {{{goals}}} | Reggina Calcio        |
| 11     | Davanter    | Gianpaolo Pazzini  | 2 d'agost 1984         |         | {{{goals}}} | ACF Fiorentina        |
| 12     | Porter      | Antonio Mirante    | 8 de juliol 1983       |         | {{{goals}}} | Juventus F.C.         |
| 13     | Defensa     | Andrea Coda        | 25 d'abril 1985        |         | {{{goals}}} | Empoli F.C.           |
| 14     | Migcampista | Marino Defendi     | 19 d'agost 1985        |         | {{{goals}}} | Atalanta B.C.         |
| 15     | Defensa     | Giuseppe Scurto    | 5 de gener 1984        |         | {{{goals}}} | AC ChievoVerona       |
| 16     | Defensa     | Damiano Ferronetti | 1 de novembre 1984     |         | {{{goals}}} | Parma F.C.            |
| 17     | Migcampista | Pasquale Foggia    | 3 de juny 1983         |         | {{{goals}}} | A.C. Milan            |
| 18     | Migcampista | Riccardo Montolivo | 18 de gener 1985       |         | {{{goals}}} | ACF Fiorentina        |
| 19     | Davanter    | Raffaele Palladino | 17 d'abril 1984        |         | {{{goals}}} | Juventus F.C.         |
| 20     | Migcampista | Alessandro Rosina  | 31 de gener 1984       |         | {{{goals}}} | Torino F.C.           |
| 21     | Migcampista | Paolo Sammarco     | 17 de març 1983        |         | {{{goals}}} | AC ChievoVerona       |
| 22     | Porter      | Gianluca Curci     | 12 de juliol 1985      |         | {{{goals}}} | A.S. Roma             |

## Països Baixos
Seleccionador: Foppe de Haan
| Dorsal | Posició     | Jugador             | Data de naixement/edat | Partits | Gols        | Club                |
| ------ | ----------- | ------------------- | ---------------------- | ------- | ----------- | ------------------- |
| 1      | Porter      | Kenneth Vermeer     | 10 de gener 1986       |         | {{{goals}}} | Ajax Amsterdam      |
| 2      | Defensa     | Paul Verhaegh       | 1 de setembre 1983     |         | {{{goals}}} | Vitesse Arnhem      |
| 3      | Defensa     | Gijs Luirink        | 12 de setembre 1983    |         | {{{goals}}} | F.C. Groningen      |
| 4      | Defensa     | Ramon Zomer         | 13 d'abril 1983        |         | {{{goals}}} | F.C. Twente         |
| 5      | Defensa     | Urby Emanuelson     | 16 de juny 1986        |         | {{{goals}}} | Ajax Amsterdam      |
| 6      | Migcampista | Stijn Schaars (c)   | 11 de gener 1984       |         | {{{goals}}} | AZ Alkmaar          |
| 7      | Davanter    | Romeo Castelen      | 3 de maig 1983         |         | {{{goals}}} | Feyenoord Rotterdam |
| 8      | Migcampista | Nicky Hofs          | 17 de maig 1983        |         | {{{goals}}} | Feyenoord Rotterdam |
| 9      | Davanter    | Klaas Jan Huntelaar | 12 d'agost 1983        |         | {{{goals}}} | Ajax Amsterdam      |
| 10     | Migcampista | Ismaïl Aissati      | 16 d'agost 1988        |         | {{{goals}}} | PSV Eindhoven       |
| 11     | Davanter    | Daniël de Ridder    | 6 de març 1984         |         | {{{goals}}} | Celta de Vigo       |
| 12     | Migcampista | Haris Medunjanin    | 8 de març 1985         |         | {{{goals}}} | AZ Alkmaar          |
| 13     | Davanter    | Patrick Gerritsen   | 13 de març 1987        |         | {{{goals}}} | F.C. Twente         |
| 14     | Davanter    | Collins John        | 17 d'octubre 1985      |         | {{{goals}}} | Fulham F.C.         |
| 15     | Davanter    | Fred Benson         | 10 d'abril 1984        |         | {{{goals}}} | Vitesse Arnhem      |
| 16     | Defensa     | Dwight Tiendalli    | 21 d'octubre 1985      |         | {{{goals}}} | F.C. Utrecht        |
| 17     | Defensa     | Ron Vlaar           | 16 de febrer 1985      |         | {{{goals}}} | Feyenoord Rotterdam |
| 18     | Defensa     | Arnold Kruiswijk    | 2 de novembre 1984     |         | {{{goals}}} | F.C. Groningen      |
| 19     | Defensa     | Edson Braafheid     | 8 d'abril 1983         |         | {{{goals}}} | F.C. Utrecht        |
| 20     | Migcampista | Demy de Zeeuw       | 26 de maig 1983        |         | {{{goals}}} | AZ Alkmaar          |
| 21     | Porter      | Michel Vorm         | 20 d'octubre 1983      |         | {{{goals}}} | F.C. Utrecht        |
| 22     | Porter      | Remko Pasveer       | 8 de novembre 1983     |         | {{{goals}}} | F.C. Twente         |

## Portugal
Seleccionador: Agostinho Oliveira
| Dorsal | Posició     | Jugador              | Data de naixement/edat | Partits | Gols        | Club                       |
| ------ | ----------- | -------------------- | ---------------------- | ------- | ----------- | -------------------------- |
| 1      | Porter      | Bruno Vale           | 8 d'abril 1983         |         | {{{goals}}} | Futebol Clube do Porto     |
| 2      | Defensa     | Nélson               | 10 de juny 1983        |         | {{{goals}}} | SL Benfica                 |
| 3      | Migcampista | Raul Meireles        | 17 de març 1983        |         | {{{goals}}} | Futebol Clube do Porto     |
| 4      | Defensa     | José Semedo          | 11 de gener 1985       |         | {{{goals}}} | Sporting Clube de Portugal |
| 5      | Defensa     | Pedro Ribeiro        | 25 de gener 1983       |         | {{{goals}}} | Futebol Clube do Porto     |
| 6      | Defensa     | Zé Castro            | 13 de gener 1983       |         | {{{goals}}} | Académica                  |
| 7      | Davanter    | Ricardo Quaresma (c) | 26 de setembre 1983    |         | {{{goals}}} | Futebol Clube do Porto     |
| 8      | Migcampista | Manuel Fernandes     | 5 de febrer 1986       |         | {{{goals}}} | SL Benfica                 |
| 9      | Davanter    | Hugo Almeida         | 23 de maig 1984        |         | {{{goals}}} | Futebol Clube do Porto     |
| 10     | Migcampista | João Moutinho        | 8 de setembre 1986     |         | {{{goals}}} | Sporting Clube de Portugal |
| 11     | Migcampista | Diogo Valente        | 23 de setembre 1984    |         | {{{goals}}} | Boavista FC                |
| 12     | Porter      | Paulo Ribeiro        | 6 de març 1984         |         | {{{goals}}} | Futebol Clube do Porto     |
| 13     | Defensa     | Rolando              | 31 d'agost 1985        |         | {{{goals}}} | Belenenses                 |
| 14     | Migcampista | Custódio             | 24 de maig 1983        |         | {{{goals}}} | Sporting Clube de Portugal |
| 15     | Defensa     | Nuno Morais          | 29 de gener 1984       |         | {{{goals}}} | Chelsea F.C.               |
| 16     | Migcampista | Bruno Amaro          | 17 de febrer 1983      |         | {{{goals}}} | FC Penafiel                |
| 17     | Davanter    | Silvestre Varela     | 2 de febrer 1985       |         | {{{goals}}} | Sporting Clube de Portugal |
| 18     | Migcampista | Nani                 | 17 de novembre 1986    |         | {{{goals}}} | Sporting Clube de Portugal |
| 19     | Davanter    | Ricardo Vaz Té       | 1 d'octubre 1986       |         | {{{goals}}} | Bolton Wanderers F.C.      |
| 20     | Davanter    | Lourenço             | 5 de juny 1983         |         | {{{goals}}} | Sporting Clube de Portugal |
| 21     | Davanter    | Filipe Oliveira      | 27 de maig 1984        |         | {{{goals}}} | CS Marítimo                |
| 22     | Porter      | Daniel Fernandes     | 25 de setembre 1983    |         | {{{goals}}} | PAOK FC                    |

## Sèrbia i Montenegro
Seleccionador: Dragomir Okuka
| Dorsal | Posició     | Jugador                | Data de naixement/edat | Partits | Gols        | Club                   |
| ------ | ----------- | ---------------------- | ---------------------- | ------- | ----------- | ---------------------- |
| 1      | Porter      | Vladimir Stojković (c) | 28 de juliol 1983      |         | {{{goals}}} | FK Crvena zvezda       |
| 2      | Defensa     | Branislav Ivanović     | 22 de febrer 1984      |         | {{{goals}}} | FC Lokomotiv Moskva    |
| 3      | Defensa     | Duško Tošić            | 19 de gener 1985       |         | {{{goals}}} | FC Sochaux-Montbéliard |
| 4      | Defensa     | Nemanja Rnić           | 30 de setembre 1984    |         | {{{goals}}} | FK Partizan            |
| 5      | Defensa     | Milan Stepanov         | 2 d'abril 1983         |         | {{{goals}}} | Trabzonspor            |
| 6      | Defensa     | Milan Biševac          | 31 d'agost 1983        |         | {{{goals}}} | FK Crvena zvezda       |
| 7      | Migcampista | Nenad Milijaš          | 30 d'abril 1983        |         | {{{goals}}} | FK Crvena zvezda       |
| 8      | Migcampista | Boško Janković         | 1 de març 1984         |         | {{{goals}}} | FK Crvena zvezda       |
| 9      | Davanter    | Mirko Vučinić          | 1 d'octubre 1983       |         | {{{goals}}} | U.S. Lecce             |
| 10     | Migcampista | Simon Vukčević         | 29 de gener 1986       |         | {{{goals}}} | FC Saturn Ramenskoe    |
| 11     | Migcampista | Miloš Pavlović         | 27 de novembre 1983    |         | {{{goals}}} | FK Voždovac            |
| 12     | Porter      | Aleksandar Jović       | 5 de març 1986         |         | {{{goals}}} | FK Zeta                |
| 13     | Defensa     | Marko Lomić            | 13 de setembre 1983    |         | {{{goals}}} | FK Partizan            |
| 14     | Migcampista | Stefan Babović         | 7 de gener 1987        |         | {{{goals}}} | FK Partizan            |
| 15     | Migcampista | Dejan Milovanović      | 21 de gener 1984       |         | {{{goals}}} | FK Crvena zvezda       |
| 16     | Davanter    | Djordje Rakić          | 31 d'octubre 1985      |         | {{{goals}}} | OFK Beograd            |
| 17     | Migcampista | Miloš Krasić           | 1 de novembre 1984     |         | {{{goals}}} | PFC CSKA Moscow        |
| 18     | Defensa     | Dušan Basta            | 18 d'agost 1984        |         | {{{goals}}} | FK Crvena zvezda       |
| 19     | Migcampista | Ivan Todorović         | 29 de juliol 1983      |         | {{{goals}}} | FK Zeta                |
| 20     | Davanter    | Milan Purović          | 7 de maig 1985         |         | {{{goals}}} | FK Crvena zvezda       |
| 21     | Davanter    | Igor Burzanović        | 25 d'agost 1985        |         | {{{goals}}} | FK Budućnost Podgorica |
| 22     | Porter      | Miroslav Vujadinović   | 22 d'abril 1983        |         | {{{goals}}} | FK Budućnost Podgorica |

## Ucraïna
Seleccionador: Alexei Mikhailichenko
| Dorsal | Posició     | Jugador                | Data de naixement/edat | Partits | Gols        | Club                     |
| ------ | ----------- | ---------------------- | ---------------------- | ------- | ----------- | ------------------------ |
| 1      | Porter      | Andriy Pyatov          | 28 de juny 1984        |         | {{{goals}}} | FC Vorskla Poltava       |
| 2      | Defensa     | Olexandr Romanchuk     | 21 d'octubre 1984      |         | {{{goals}}} | FC Dynamo Kyiv           |
| 3      | Defensa     | Mykola Ischenko        | 9 de març 1983         |         | {{{goals}}} | FC Karpaty Lviv          |
| 4      | Defensa     | Dmytro Nevmyvaka       | 19 de març 1984        |         | {{{goals}}} | FC Metalurh Zaporizhzhya |
| 5      | Defensa     | Oleksandr Iatsenko (c) | 24 de febrer 1985      |         | {{{goals}}} | FC Dynamo Kyiv           |
| 6      | Defensa     | Dmytro Chygrynskiy     | 7 de novembre 1986     |         | {{{goals}}} | FC Xakhtar Donetsk       |
| 7      | Davanter    | Maxym Feschuk          | 25 de novembre 1985    |         | {{{goals}}} | FC Karpaty Lviv          |
| 8      | Migcampista | Olexandr Aliyev        | 3 de febrer 1985       |         | {{{goals}}} | FC Dynamo Kyiv           |
| 9      | Migcampista | Adrian Pukanych        | 22 de juny 1983        |         | {{{goals}}} | FC Xakhtar Donetsk       |
| 10     | Davanter    | Artem Milevski         | 12 de gener 1985       |         | {{{goals}}} | FC Dynamo Kyiv           |
| 11     | Davanter    | Ruslan Fomyn           | 2 de març 1986         |         | {{{goals}}} | FC Xakhtar Donetsk       |
| 12     | Porter      | Olexandr Rybka         | 10 d'abril 1987        |         | {{{goals}}} | FC Dynamo Kyiv           |
| 13     | Migcampista | Serhiy Pilipchuk       | 26 de novembre 1984    | 2       | {{{goals}}} | PFC Spartak Nalchik      |
| 14     | Migcampista | Yevgen Cheberyachko    | 19 de juny 1983        |         | {{{goals}}} | FC Arsenal Kyiv          |
| 15     | Defensa     | Grigoriy Yarmash       | 4 de gener 1985        |         | {{{goals}}} | FC Dynamo Kyiv           |
| 16     | Davanter    | Ivan Kryvosheenko      | 11 de maig 1984        | 0       | {{{goals}}} | FC Illychivets Mariupol  |
| 17     | Migcampista | Taras Mikhalik         | 28 d'octubre 1983      |         | {{{goals}}} | FC Dynamo Kyiv           |
| 18     | Migcampista | Aleksey Godin          | 2 de febrer 1983       |         | {{{goals}}} | FC Metalurh Zaporizhzhya |
| 19     | Migcampista | Olexandr Maksymov      | 13 de febrer 1985      |         | {{{goals}}} | FC Arsenal Kyiv          |
| 20     | Migcampista | Olexandr Sytnik        | 2 de gener 1985        |         | {{{goals}}} | FC Dynamo Kyiv           |
| 21     | Migcampista | Andriy Oberemko        | 18 de març 1984        |         | {{{goals}}} | FC Kharkiv               |
| 22     | Porter      | Yevgeniy Shiryayev     | 22 de febrer 1984      |         | {{{goals}}} | FC Chornomorets Odessa   |